# Paramys
Paramys es un género extinto de roedores que abundaron en Norteamérica, Europa y Asia desde el Paleoceno hasta el Eoceno. Es uno de los géneros de roedores más antiguos que se conocen y probablemente estos animales vivieron en los árboles. Medían aproximadamente 60 cm.

## Especies
- Paramys adamus
- Paramys atavus
- Paramys compressidens
- Paramys copei
- Paramys delicatior
- Paramys delicatus
- Paramys excavatus
- Paramys hunti
- Paramys nini
- Paramys pycnus
- Paramys simpsoni
- Paramys taurus